# Franz Vavra
Franz Vavra (Vienna, 10 aprile 1915 – Vienna, 8 marzo 1974) è stato un calciatore austriaco, di ruolo difensore.

## Carriera

### Club
Ha sempre giocato nel campionato austriaco.

### Nazionale
Ha collezionato 3 presenze con la nazionale austriaca.